# Westfield Sarasota Square
Westfield Sarasota Square, anteriormente conocido como Sarasota Square Mall, es un centro comercial en Sarasota (Florida). En 2002 el centro comercial fue comprado por Westfield Group y cambió de nombre a "Westfield Shoppingtown Sarasota", quitándole las letras "Shoppingtown" en junio de 2005, convirtiéndose en "Westfield Sarasota Square". Westfield también opera el cercano centro comercial Westfield Southgate.

## Anclas
- Dillard's (91,047 pies cuadrado)
- JCPenney (130,857 pies cuadrado)
- Macy's (142,308 pies cuadrado)
- Sears (216,438 pies cuadrado)